# BMDP
BMDP (BioMeDical Program, por sus siglas en inglés) es uno de los paquetes de software estadísticos más antiguos creado en 1961 por el profesor Wilfrid Dixon de la Universidad de California en Los Ángeles y lanzando dentro de la misma universidad, bajo su auspicio, desde 1962. El primer manual para BMDP: Biomedical Computers Programs se publicó en 1961.  
El programa nació como parte de un proyecto iniciado por la inquietud de tres Institutos Nacionales de la Salud creados en MIT, Tulane y UCLA; esta última universidad se enfocó en el desarrollo del programa de cómputo, bajo el proyecto denominado BIMED, gestado en 1960, para aplicaciones biomédicas.
En 1975 se inscribe los derechos de autor y pasa a ser de uso público, denominándose comercialmente BMDP. 
En 1984 se independiza de la UCLA, convirtiéndose en BMDP Statistical Software Inc.
Cubre un amplio abanico de métodos estadísticos pero su capacidad para manejar datos es limitada.
Desventajas. Sus programas se ejecutan por separado: solo puede accederse a uno de ellos en cada ejecución. 
Los resultados de cada programa se pueden guardar en un archivo de BMDP y utilizarse como entrada en otros programas. 